# Pascual Pérez
Pascual Pérez (n. 4 mai 1926, Rodeo del Medio⁠(d), Provincia Mendoza, Argentina – d. 22 ianuarie 1977, Buenos Aires, Argentina) a fost un boxer ce a reprezentat Argentina, medaliat olimpic. A participat la o ediție a Jocurilor Olimpice (1948) în care a câștigat o medalie de aur.

## Participări
Lista de mai jos prezintă principalele competiții la care a participat Pascual Pérez de-a lungul carierei.
- boxing at the 1948 Summer Olympics – flyweight[*]